# 赫尔索尼索斯
赫尔索尼索斯（羅馬化：Chersónisos，直译：半岛）是希腊克里特大区伊拉克利翁专区的一个市镇，位于克里特岛北部。市镇面积为272.2平方公里，2011年人口数量为26,717人。

## 行政
现今的赫尔索尼索斯市镇是在2011年地方政府改革中设立的，由原4个市镇合并而成，而原市镇则成为新市镇的市区。赫尔索尼索斯市区（即原市镇）的面积为70.98平方公里。